# 密室のサクリファイス
『密室のサクリファイス』（みっしつのサクリファイス）は、2010年2月4日にディースリー・パブリッシャーから発売されたPlayStation Portable用アドベンチャー/サスペンスゲーム。
2020年12月17日にはヒント機能の追加やグラフィックのリファイン等が施されたNintendo Switch/PC（Steam）版『密室のサクリファイス/ABYSS OF THE SACRIFICE』（みっしつのサクリファイス/アビス・オブ・ザ・サクリファイス）が発売された。

## システム
「脱出ゲーム」を基本システムとするトラップアドベンチャー。ステージを選択した後、会話シーンの後に脱出ゲームに移行する。カーソルを操作し、画面上のさまざまなオブジェクトを調べ、アイテムを入手したり、スイッチを操作したり、時には謎を解いたりして脱出を目指す。アイテムは単独で使用するほか、組み合わせて使うものもある。脱出に成功するとステージクリアとなり、新たなステージが出現する。一度クリアしたステージには再挑戦できないが、（バッドエンドを含めて）1つでもエンディングを見た後は「やり直しプレイ」が可能となり、クリア済みのステージからやり直せる。
基本的には一般的な脱出ゲームと大差ないシステムとなっているが、本作の大きな特徴として、その難易度が挙げられる。ほとんど背景に溶け込んでいるような部分や、画面上の本当に小さなポイントをクリックしなければならなかったり、暗号や謎解きの多くもヒントが極端に少なかったりとなど、全体的に高い難易度を誇る。ディレクターの福田尚己も調整しきれなかった部分があると認めており、移植版ではヒントが追加されている。
主人公は5人存在し、それぞれのステージで操作する主人公が異なる。後半からは選んだステージによって主人公たちの生死が分かれるうえ、各主人公の最終ステージは特定の順番でステージをクリアしなければ出現しない仕様となっており、それぞれエンディングが用意されている。最終ステージを出現させられなかった場合はバッドエンドを迎えるため、シナリオをやり直す必要がある。5人目のイトカの最終ステージは本作の最終章であり、初めはロックが施されているが、他の4人の最終ステージを攻略することによって解禁される（とはいえ、やはり他の最終ステージ同様、特定の順番でステージをクリアしなければ出現しない）。このステージをクリアすることで、グランドフィナーレを迎える。

## スピンオフ
スピンオフタイトルは硬派な内容の本編と比べ、乳揺れやコスチューム変更などギャルゲーとしての要素が強くなっている。シナリオもコメディ色が濃い。
ある閉鎖施設からの脱出〜密室のサクリファイス〜
イトカをフィーチャーした携帯用アプリ。記憶を失くして目覚めた主人公が、コールドスリープされていたイトカと協力して閉鎖施設からの脱出を図る。
密室のサクリファイス〜イトカ：ある閉鎖施設からの脱出〜
2010年10月21日より配信が開始されたPSPダウンロード専用タイトル。上記のアプリをベースに、PSP用にグラフィックの一新やサウンドの追加、フルボイス化などのクオリティアップをしたもの。
密室のサクリファイス〜ミキ：ハイテンションナイト〜
2011年4月21日より配信が開始されたPSPダウンロード専用タイトル。主人公の高性能お掃除ロボットが、ミキと共に体育倉庫からの脱出を図る。時系列が本編より過去のため、本編と違いミキは明るい女の子として登場する。

## 登場人物

### 主人公
ミキ
声 - 真堂圭
15歳。スポーツが得意で将来有望な高飛びの選手だったが、怪我により断念してしまう。さらにある事故（事件）によって両親と片足の自由を失ってしまう。それ以来、その事件の元凶となった人物を殺すことを生きる目的のように考えてしまっている。
アスナ（アナスタシア）
声 - 喜多村英梨
16歳。愛らしい容姿のおかげで人の輪の中心にいることが多く、それゆえにプライドは高いが精神面では幼い少女。
ミキの前に血塗れで、それも被曝しているという奇妙な状態で現れる。
クロエ
声 - ゆかな
16歳。ある目的のためにファウンデーションをさまよう。天才的な頭脳と判断力で目的のためには手段を選ばない。場合によっては仲間を欺き利用することも、平気で危険に晒すこともあるが、仲間想いな一面を見せることもある。
実は犯罪組織「セクト」のメンバーであり、組織の目的である「地上」への羨望を抱いている。
オルガ
声 - 伊藤静
17歳。長い銀髪が目を惹く知的な少女。高名な医者の一人娘で、厳しい教育を受けてきた優等生。
簡単な医療知識を持っており、グループの中ではリーダー的な存在。それゆえにまとめ役として苦労が絶えない。
イトカ
声 - 大亀あすか
17歳。いつもオドオドしている、素性が謎に包まれた少女。メンバーの中では年上であるはずだが、その言動や行動は幼く、いつも他のメンバーに振り回される。夢を通じて他人の過去を見通す力を持つ。

### その他
オレンジ（謎の女）
声 - 甲斐田裕子
「セクト」に所属するテロリスト。かつてテロに巻き込まれたミキを助けたことがあり、しばらく（少なくともミキにとっては）友人関係を築いていた。クロエとも深い関わりがあり、彼女をセクトに引き抜いた張本人でもある。
作戦に失敗し、死亡したと思われていた。
ホノカ
声 - 高本めぐみ
アスナのクラスメイト。内気な性格でアスナに依存してしまっている。幼少の頃、アスナに助けられたことがあり、彼女を慕っている。しかし、アスナのある一言を発した翌日、命を絶ってしまう。ホノカを助けられなかったことは、アスナにとってトラウマとなっている。
オルガの父
声 - うすいたかやす
医局のトップ。政府の極秘計画に携わっているようだ。
公私にわたって厳粛であり、娘のオルガに対しても甘やかしは一切しない。

## 関連作品
- THE 密室からの脱出
- 女の子と密室にいたら○○しちゃうかもしれない。